# Mariene ecoregio Antarctisch Schiereiland
De Mariene ecoregio Antarctisch Schiereiland (223) (Engels: Antarctic Peninsula marine ecoregion) is een biogeografische regio en ligt in de Zuidelijke Oceaan in de Mariene provincie Scotiazee (60) in het Marien rijk Zuidelijke Oceaan. De mariene ecoregio is vastgesteld door het World Wide Fund for Nature en The Nature Conservancy en is vernoemd naar het Antarctisch Schiereiland.
In het noorden grenst het gebied aan de mariene ecoregio Zuidelijke Shetlandeilanden (222), in het zuidoosten aan de mariene ecoregio Weddellzee (227) en in het zuidwesten aan de mariene ecoregio Amundsen/Bellingshausenzee (228).

## Geografie
De mariene ecoregio ligt in de Zuidelijke Oceaan voor de noord- en westkust van het Antarctisch Schiereiland van Antarctica in West-Antarctica. Het gebied strekt zich uit van de wateren rond het oostelijk deel van Alexandereiland tot aan Robertson Island aan de oostkust van het Antarctisch Schiereiland, maar exclusief de wateren rond de Zuidelijke Shetlandeilanden.
Door het gebied stroomt de oostenwinddrift en de westenwinddrift.

## Biogeografie
Het gebied kent zeeleven dat houdt van arctische temperaturen.